# Jigsaw Girl
A Jigsaw Girl 2008-ban bemutatott ausztrál rövidfilm, melyet Lucas Testro írt és rendezett. Főszereplői Alycia Debnam-Carey, Tanja Bulatovic és Paul Kelman. Bemutatójára a 2008-as Currumbin Short Film Festivalon került sor, később számos fesztivál versenyprogramjában szerepelt.

## Cselekmény
A 14 éves Caitlyn élete a feje tetejére áll, amikor belebotlik egy nőbe, akiről úgy sejti, hogy az édesanyja - az az édesanya, aki állítólag meghalt, amikor Caitlyn még csak csecsemő volt. Caitlyn a felfedezést követően apját hazugnak tartja és elutasítja, miközben üldözni kezdi az ismeretlen nőt, akitől válaszokat remél élete hiányzó darabkáit illetően. Hamarosan rájön, hogy az igazság bonyolultabb mint gondolta, és hogy az életben senkinek nincs mindenre válasza.

## Szereplők
- Alycia Debnam-Carey – Caitlyn
- Tanja Bulatovic – Rosa
- Paul Kelman – Chris
- Belinda Ramsey – Alannah
- Jane Taylor - Hannah
- Ryan Maguire – Marcus
- Steven McDonald – Rendőr

## Fesztiválok
- Currumbin Short Film Festival (2008)
- Australian Cinematographers Society (NSW) (2008), díjazott – bronz medál
- Giffoni Film Festival (2009)
- San Diego International Children’s Film Festival (2009)
- Best Student Production (College International), Kids First! (2009), díjazott
- Los Angeles International Children’s Film Festival (2009)
- Heart of Gold International Film Festival (2011)